# Les Démons du maïs (série de films)
Pour l’article homonyme, voir Les Démons du maïs.
 Pour plus de détails, voir Fiche technique et Distribution
Les Démons du maïs (Children of the Corn) est une série de films d'horreur américains composée de dix films dont les deux premiers sont adaptés de la nouvelle Les Enfants du maïs de Stephen King.

## Développement
Les deux premiers films de la franchise sont tous deux basés sur les romans écrits par Stephen King. Le premier suit un couple pris au piège par des enfants à l'air étrange dans la ville de Gatlin au Nebraska qu'on peut qualifier de ville "fantôme". La suite de ce film a immédiatement débuté après les événements de celui-ci mais se concentre cette fois sur un journaliste et son fils enquêtant sur ce qu'il s'est passé.
La société de production Dimension Films a choisi de produire des films autonomes qui ne soient pas forcément liés aux écritures de Stephen King à partir du troisième opus. Le film suivra donc deux frères de la ville de Gatlin qui seront placés dans une famille d'accueil à Chicago. Le plus jeune frère, sous l'influence de celui qui marche derrière les sillons commence alors à faire pousser du maïs dans un terrain abandonné derrière sa nouvelle maison d'accueil, ce qui par la suite causera des ravages.
Le quatrième film revient dans une petite ville du Nebraska où un jeune étudiant en médecine tente de découvrir l'origine d'une maladie mystérieuse frappant tous les enfants de sa ville natale.
Le cinquième opus suit un groupe de jeunes venus tourner la page après le décès de l'un de leurs proches, Louis. Ils rencontrent les enfants dirigés par l'un des leurs après un accident survenu sur la route à cause de la poupée gonflable d'un de leurs amis. Ils décident de passer la nuit dans une maison abandonnée jusqu'à l'arrivée du premier bus mais décideront de restés pour retrouver le frère d'Allison qui fait également partie de la secte de celui qui marche derrière les sillons.
Dans le sixième film, nous suivons une femme, née du culte du film original de 1984 qui revient dans la ville de Gatlin pour découvrir l'identité de sa mère biologique à contrario du septième opus qui suit également une femme mais qui cette fois se rend dans une petite ville en dehors d'Omaha pour enquêter sur la disparition de sa grand-mère. Elle rencontre par la suite un groupe d'enfants étranges dans un champ de maïs entourant l'immeuble où vit sa grand-mère.
Le remake de 2009 suit directement l'intrigue du premier film en se concentrant sur un couple qui rencontre les enfants à Gatlin.
Le neuvième film, nommée Genesis, suit également un couple qui loge avec un prédicateur mystérieux qui semble vouer un culte étrange dans le désert de la Californie.
Enfin, le dixième et dernier opus, nommée Runaway, suit une adolescente enceinte tentant de fuir une secte d'enfants vouant un culte religieux dans une petite ville du Midwest américain. Elle passe alors le reste de sa vie dans l'anonymat afin de préserver son fils Aaron des horreurs qu'elle a vécu mais les enfants finissent par retrouver sa trace dans l'Oklahoma.

## Films

### Suite(s)
En juin 2008, il est confirmé que Donald P. Borchers (en) commencerait à écrire et à réaliser un remake du film original dont la diffusion première serait sur la chaîne de télévision Syfy. La production a débuté en août de la même année, tourné à Davenport dans l'Iowa cependant le tournage est ensuite déplacé à Lost Nation, toujours dans l'Iowa. Ayant travaillé sur le film original de 1984 en tant que producteur, Donald P. Borchers était à l'origine satisfait de son adaptation, même si, avec le recul, il est venu à croire qu'il était trop «hollywoodisé» et pas assez fidèle à la nouvelle écrite par Stephen King. Voulant que King soit impliqué dans la production du remake, Borchers décide de lui envoyer une copie du scénario mais reçoit finalement une lettre de l'avocat de King déclarant que celui-ci ne voulait pas participer au projet.

## Tournage
Le tournage du film original a lieu à Whiting dans l'Iowa.
Le deuxième film est tourné à Liberty en Caroline du Nord.
Le tournage du troisième opus a lieu à Los Angeles en Californie.
Le tournage du quatrième film a lieu à Austin dans le Texas.
Le tournage du cinquième film a lieu à Ventura en Californie.
Le sixième film est tourné à Burgin dans le Kentucky.
Le septième film est tourné à Calgary, Alberta au Canada.
Le tournage du huitième opus a lieu à Tipton dans l'Iowa.
Le neuvième opus est tourné à Agua Dulce en Californie.
Aucune information concernant le tournage du dixième et dernier film de la franchise.

## Fiche technique
| Équipe technique         | Les Démons du maïs (1984)             | Les Démons du maïs 2 : Le Sacrifice final (1993)                                              | Les Démons du maïs 3 : Les Moissons de la Terreur (1994)                                      | Les Démons du maïs 4 : La Moisson (1996)             | Les Démons du maïs 5 : La Secte des Damnés (1998) | Les Démons du maïs 6 (1999)            | Les Démons du maïs 7 (2001) | Children of the Corn (2009)                         | Children of the Corn: Genesis (2011) | Children of the Corn: Runaway (2018)         |
| ------------------------ | ------------------------------------- | --------------------------------------------------------------------------------------------- | --------------------------------------------------------------------------------------------- | ---------------------------------------------------- | ------------------------------------------------- | -------------------------------------- | --------------------------- | --------------------------------------------------- | ------------------------------------ | -------------------------------------------- |
| Réalisateur(s)           | Fritz Kiersch                         | David Price                                                                                   | James D.R. Hickox                                                                             | Greg Spence                                          | Ethan Wiley                                       | Kari Skogland                          | Guy Magar                   | Donald P. Borchers (en)                             | Joel Soisson                         | John Gulager                                 |
| Producteur(s)            | Donald P. Borchers (en) Terence Kirby | Scott A. Stone David G. Stanley                                                               | Brad Southwick Gary DePew                                                                     | Gary DePew Jake Eberle                               | Jeff Geoffray Walter Josten                       | Bill Berry Jeff Geoffray Walter Josten | Joel Soisson Michael Leahy  | Donald P. Brochers                                  | Aaron Ockman Joel Soisson            | Michael Leahy                                |
| Scénariste(s)            | George Goldsmith                      | A. L. Katz Gilbert Adler                                                                      | Dode B. Levenson                                                                              | Stephen Berger                                       | Ethan Wiley                                       | Tim Sulka John Franklin                | S.J. Smith                  | Donald P. Borchers (en)                             | Joel Soisson                         | Joel Soisson                                 |
| Musique                  | Jonathan Elias                        | Daniel Licht                                                                                  | Daniel Licht                                                                                  | David Williams                                       | Paul Rabjohns                                     | Terry Huud                             | Stephen Edwards             | Jonathan Elias Nathaniel Morgan                     | Jacob Yoffee                         | Philip Giffin                                |
| Photographie             | João Fernandes                        | Levie Isaacks                                                                                 | Gerry Lively                                                                                  | Richard Clabaugh Chuck Hatcher Dean Lent Michael Off | David Lewis                                       | Richard Clabaugh                       | Danny Nowak                 | Jamie Thompson                                      | Alex Lehmann                         | Samuel Calvin                                |
| Montage                  | Harry Keramidas                       | Barry Zetlin                                                                                  | Chris Peppe                                                                                   | Christopher Cibelli                                  | Peter Devaney Flanagan                            | Troy Takaki                            | Kirk M. Morri               | Danny Saphire                                       | Philip Mangano                       | John Gulager                                 |
| Casting                  | Linda Francis                         | Paul Coleman Geno Havens                                                                      | Donald Paul Pemrick                                                                           | Donald Paul Pemrick                                  | Ed Mitchell Robyn Ray                             | Ed Mitchell Robyn Ray                  | Blair Law                   | Fern Champion Jamie Rose Paul Ruddy                 |                                      | Chris Freihofer                              |
| Direction artistique     | Craig Stearns                         | Tim Eckel                                                                                     |                                                                                               | Carla Curry                                          |                                                   |                                        |                             | Merje Veski                                         |                                      | Sam Howeth                                   |
| Genre                    | horreur                               | horreur                                                                                       | horreur                                                                                       | horreur                                              | horreur                                           | horreur                                | horreur                     | horreur                                             | horreur                              | horreur                                      |
| Durée                    | 92 minutes                            | 92 minutes                                                                                    | 92 minutes                                                                                    | 85 minutes                                           | 83 minutes                                        | 82 minutes                             | 82 minutes                  | 92 minutes                                          | 80 minutes                           | 82 minutes                                   |
| Sociétés de production   | Hal Roach Studios New World Pictures  | Corn Cobb Productions Dimension Films Fifth Avenue Entertainment Trans Atlantic Entertainment | Force Majeure Productions Illustra Films Park Avenue Productions Trans Atlantic Entertainment | Dimension Films                                      | Blue Rider Pictures Dimension Films               | Blue Rider Pictures Dimension Films    | Creeper Films Neo Art Logic | Children of the Corn Productions Planet Productions | Dimension Films Gatlin Films         | Dimension Films Gatlin Returns Strike Accord |
| Sociétés de distribution | New World Pictures                    | Dimension Films                                                                               | Dimension Films                                                                               | Dimension Films                                      | Dimension Films                                   | Dimension Films                        | Dimension Films             | Fox 21 Television Studios                           | Dimension Extreme                    | Lionsgate Films                              |
| Date de sortie           | 9 mars 1984                           | 29 janvier 1993                                                                               | 12 septembre 1995                                                                             | 8 octobre 1996                                       | 21 juin 1998                                      | 19 octobre 1999                        | 9 octobre 2001              | 26 septembre 2009                                   | 18 mars 2011                         | 13 mars 2018 (directement en DVD)            |
| Date de sortie           | 30 janvier 1985                       | 11 avril 2001 (directement en DVD)                                                            |                                                                                               | 14 octobre 1999                                      |                                                   |                                        |                             |                                                     |                                      |                                              |
| Pays d'origine           | États-Unis                            | États-Unis                                                                                    | États-Unis                                                                                    | États-Unis                                           | États-Unis                                        | États-Unis                             | États-Unis                  | États-Unis                                          | États-Unis                           | États-Unis                                   |

## Box-office
| Film                                                     | Date de sortie    | Recettes au box-office | Recettes au box-office | Recettes au box-office | Budget       | Notes                | Référence |
| Film                                                     | Date de sortie    | États-Unis             | Reste du monde         | Mondial                | Budget       | Notes                | Référence |
| -------------------------------------------------------- | ----------------- | ---------------------- | ---------------------- | ---------------------- | ------------ | -------------------- | --------- |
| Les Démons du maïs (1984)                                | 9 mars 1984       | 14 568 989 $           | indeterminé            | 14 568 989 $           | 3 000 000 $  |                      | [ 3 ]     |
| Les Démons du maïs 2 : Le sacrifice mortel (1993)        | 29 janvier 1993   | 6 980 986 $            | indeterminé            | 6 980 986 $            | 900 000 $    |                      | [ 4 ]     |
| Les Démons du maïs 3 : Les moissons de la terreur (1994) | 12 septembre 1995 | indeterminé            | indeterminé            | indeterminé            | indeterminé  | Directement en vidéo |           |
| Les Démons du maïs 4 : La moisson (1996)                 | 8 octobre 1996    | indeterminé            | indeterminé            | indeterminé            | indeterminé  | Directement en vidéo |           |
| Les Démons du maïs 5 : La secte des damnés (1998)        | 21 juin 1998      | indeterminé            | indeterminé            | indeterminé            | 1 650 000 $  | Directement en vidéo |           |
| Les Démons du maïs 6 (1999)                              | 19 octobre 1999   | indeterminé            | indeterminé            | indeterminé            | indeterminé  | Directement en vidéo |           |
| Les Démons du maïs 7 (2001)                              | 9 octobre 2001    | indeterminé            | indeterminé            | indeterminé            | 2 500 000 $  | Directement en vidéo |           |
| Children of the Corn (2009)                              | 26 septembre 2009 | indeterminé            | indeterminé            | indeterminé            | 4 500 000 $  | Film à la télévision |           |
| Children of the Corn : Genesis (2011)                    | 18 mars 2011      | indeterminé            | indeterminé            | indeterminé            | indeterminé  | Directement en vidéo |           |
| Children of the Corn : Runaway (2018)                    | 13 mars 2018      | indeterminé            | indeterminé            | indeterminé            | indeterminé  | Directement en vidéo |           |
| Total                                                    | Total             | 21 549 975 $           | indeterminé            | 21 549 975 $           | 12 550 000 $ |                      |           |